# Le Christ dans la maison de Marthe et Marie (Aertsen)
Pour les articles homonymes, voir Le Christ dans la maison de Marthe et Marie.
Le Christ dans la maison de Marthe et Marie est un tableau réalisé par le peintre néerlandais Pieter Aertsen en 1553. De format horizontal, cette huile sur panneau est une nature morte inversée dont l'arrière-plan comprend Jésus-Christ s'adressant à des disciples. En provenance de Daniël George van Beuningen, l'œuvre est conservée depuis 1958 au musée Boijmans Van Beuningen, à Rotterdam.
Sa composition est structurée en trois plans qui convoquent autant de genres artistiques. Le premier s'apparente à une nature morte représentant des mets sur quelques tables, dont l'une porte un grand vase de lys. Le suivant ressemble à une scène de genre montrant deux groupes de figures qui s'activent de part et d'autre d'une pièce avant un repas. Le troisième est une peinture religieuse qui illustre la visite du Christ chez Marthe et Marie à Béthanie, telle que rapportée dans l'Évangile selon Luc. Cet épisode biblique se déroule devant une arcade, sur un sol jonché de fleurs.